# عبدالستار ایدهی
عبدالستار ایدهی (۲۸ فوریهٔ ۱۹۲۸ – ۸ ژوئیهٔ ۲۰۱۶) یک خیر و نیکوکار اهل پاکستان بود. وی برنده جوایز بین‌المللی و ملی زیادی مانند جایزه صلح لنین بود.
بنیاد خیریه ایدهی خدمات گسترده‌ای را مجانی به مردم ارائه می‌دهد که دولت پاکستان توان آن را ندارد. این بنیاد، ده‌ها یتیم‌خانه، بیمارستان، زایشگاه و مدرسه در پاکستان دارد. این بنیاد همچنین بزرگ‌ترین سرویس آمبولانس دنیا را اداره می‌کند.

## اوایل زندگی
عبدالستار ایدهی در شهر کوچکی بنام بانتوا در گجرات هند در دوره استعمار انگلیس به دنیا آمد و در سال ۱۹۴۷ به همراه خانواده‌اش از گجرات به پاکستان رفت. خانواده او در تجارت دست داشتند. اما او پس از آن که دولت نتوانست به مادرش که بیمار و ناتوان بود، کمکی کند، تصمیم گرفت زندگی‌اش را وقف کمک به دیگران کند.

## خدمات
عبدالستار ایدهی از جوانی با تأسیس یک داروخانه به کمک فقرای کراچی شتافت.
دکتر ایدهی اولین کلینیک رایگان برای فقرا را در سال ۱۹۵۱ افتتاح کرد. بنیاد ایدهی زیرنظر او به بزرگ‌ترین سازمان خیریه پاکستان تبدیل شد.
آقای ایدهی در پاکستان از محبوبیت و احترام بسیار بالایی برخوردار بود و برای بیشتر مردم او یک قدیس و چهره‌ای افسانه‌ای بود.
در سال ۲۰۱۴ آقای ایدهی به بی‌بی‌سی گفت که مراقبت از دیگران یک وظیفه انسانی است و اگر مردم اینگونه فکر می‌کردند، بیشتر مشکلات حل می‌شد.
عبدالستار ایدهی زندگی بسیار ساده‌ای داشت و طبق گزارش رسانه‌های پاکستان تنها دو دست لباس داشت و در یک خانه کوچک در نزدیکی بنیاد ایدهی زندگی می‌کرد.
در سال ۲۰۱۳ پزشکان گفتند که او مشکل کلیوی دارد. آصف علی زرداری، رئیس‌جمهوری وقت پاکستان به او پیشنهاد داده بود تا برای مداوا به خارج سفر کند اما او این پیشنهاد را رد کرد و گفت ترجیح می‌دهد در یک بیمارستان داخلی تحت درمان قرار گیرد.

## درگذشت
عبدالستار ایدهی، در ۸ ژوئیه ۲۰۱۶ در سن ۸۸ سالگی بر اثر نارسایی کلیوی در یک مرکز پزشکی در کراچی درگذشت.
از آخرین خواسته‌های او درخواست اهدای اعضایش بود، اما به دلیل بیماری، تنها قرنیه چشم او برای اهدا مناسب بود.
نواز شریف، نخست‌وزیر پاکستان از مرگ آقای ایدهی ابراز تاسف کرد.